# Marquigny
Marquigny ist eine französische Gemeinde mit 74 Einwohnern (Stand: 1. Januar 2022) im Département Ardennes in der Region Grand Est (bis 2015 Champagne-Ardenne). Sie gehört zum Arrondissement Vouziers, zum Kanton Attigny sowie zum Gemeindeverband Crêtes Préardennaises.

## Geographie
Die Gemeinde Marquigny liegt 21 Kilometer nördlich von Vouziers. Umgeben wird Marquigny von den Nachbargemeinden Chagny im Nordwesten und Norden, Bairon et ses environs im Osten, Lametz im Süden sowie La Sabotterie im Südwesten.

## Geschichte
Die Römerstraße von Reims nach Trier verlief über das heutige Gemeindegebiet.

## Bevölkerungsentwicklung
| Jahr                       | 1962 | 1968 | 1975 | 1982 | 1990 | 1999 | 2006 | 2012 | 2019 |
| Einwohner                  | 120  | 100  | 87   | 70   | 64   | 65   | 66   | 89   | 81   |
| Quellen: Cassini und INSEE |      |      |      |      |      |      |      |      |      |

## Sehenswürdigkeiten

Kirche Notre-Dame

- Kirche Notre-Dame